# GIS Pallavolo Ottaviano
La GIS Pallavolo Ottaviano è una società pallavolistica maschile italiana con sede a Ottaviano: milita nel campionato di Serie A3.

## Storia
La GIS Pallavolo Ottaviano viene fondata nel 1974. Debutta in Serie B2 nella stagione 2014-15: nell'annata successiva ottiene la promozione in Serie B1 grazie alla vittoria del girone.
A seguito della riforma del campionato italiano, viene ammessa per la stagione 2016-17 in Serie B, chiudendo il proprio raggruppamento in seconda posizione e venendo sconfitta nelle semifinali dei play-off promozione; nell'annata 2018-19 conquista il primo posto nel girone G e la successiva vittoria nei play-off promozione permette alla formazione campana di accedere alla Serie A3.
Esordisce in Serie A3 nella stagione 2019-20.

## Rosa 2020-2021
| N° | Nome                 | Ruolo | Data di nascita  | Nazionalità sportiva |
| -- | -------------------- | ----- | ---------------- | -------------------- |
| 1  | Carlo Lucarelli      | O     | 23 marzo 1996    | Italia               |
| 2  | Daniele Giuliano     | L     | 24 gennaio 2000  | Italia               |
| 3  | Francesco Bianco     | C     | 24 dicembre 2001 | Italia               |
| 4  | Gabriel Dimitrov     | C     | 1º ottobre 2001  | Italia               |
| 5  | Francesco Ardito     | L     | 20 maggio 1987   | Italia               |
| 6  | Piercarmine Ammirati | S     | 6 gennaio 1999   | Italia               |
| 8  | Lorenzo Piazza       | P     | 3 ottobre 1992   | Italia               |
| 9  | Tino Hanžič          | S/O   | 24 ottobre 2000  | Croazia              |
| 11 | Gerald Ndrecaj       | C     | 16 dicembre 1999 | Italia               |
| 12 | Enrico Scarpi        | L     | 2 ottobre 1995   | Italia               |
| 14 | Fabio Luciano        | P     | 8 aprile 2002    | Italia               |
| 15 | Vincenzo Mele        | C     | 9 marzo 1999     | Italia               |
| 17 | Giuseppe Settembre   | S     | 13 aprile 1993   | Italia               |
| 18 | Davide Diaferia      | S     | 28 aprile 2004   | Italia               |